# Strongylomorpha vanvolxemi
Strongylomorpha vanvolxemi är en mångfotingart som beskrevs av Filippo Silvestri 1897. Strongylomorpha vanvolxemi ingår i släktet Strongylomorpha och familjen Chelodesmidae. Inga underarter finns listade i Catalogue of Life.